# UFC 124
UFC 124: St-Pierre vs. Koscheck 2 fue un evento de artes marciales mixtas celebrado por Ultimate Fighting Championship el 11 de diciembre de 2010 en el Bell Centre, en Montreal, Canadá.

## Historia
Una lesión en el entrenamiento forzó a Jason MacDonald a salir de su pelea con Rafael Natal el 20 de octubre de 2010. Fue reemplazado por el recién llegado al UFC Jesse Bongfeldt.
El 26 de octubre de 2010, Anthony Waldburger tuvo que retirarse de su pelea con Matthew Riddle debido a una lesión. Fue reemplazado por Sean Pierson.
UFC 124 emitió en vivo por Internet los combates preliminares en UFC.com en lugar de Spike TV debido a los Premios 2010 de Spike Video Game que se emitieron en el mismo intervalo de tiempo.
UFC 124 fue el primer - y único - evento que el UFC dejó que los fanes votaran en línea por la "Pelea de la Noche".

## Resultados
1. ↑  Por el campeonato de peso wélter de UFC.

## Premios extra
Cada peleador recibió un bono de $100,000.
- Pelea de la Noche: Georges St-Pierre vs. Josh Koscheck
- KO de la Noche: Mac Danzig
- Sumisión de la Noche: Mark Bocek y Jim Miller (dividido, $50,000 para cada uno)